# Szklany klosz
Szklany Klosz (ang. The Bell Jar) – powieść autobiograficzna Sylvii Plath, amerykańskiej poetki, pisarki i eseistki, napisana pod pseudonimem Victoria Lucas, wydana po raz pierwszy w Londynie 14 stycznia 1963 roku, natomiast w Polsce w 1975 roku.
Książka opowiada o przeżyciach Sylvii Plath podczas wyjazdu do Nowego Jorku, oraz po powrocie do rodzinnego Bostonu. Okres ten przypada także na studia Plath w Smith College w Northampton co autorka także opisuje. Miesiąc po wydaniu książki Sylvia Plath popełniła samobójstwo. (11 lutego 1963).

## Opis

### Fabuła
Akcja toczy się w czasach współczesnych autorce (1951-1952 rok), w Nowym Jorku i Bostonie. Esther Greenwood, otrzymuje stypendium i wyjeżdża na staż do redakcji pisma dla kobiet. Bohaterka poznaje zupełnie inne życie niż takie, jakie miała dotychczas. Mieszkała bowiem na „zabitej deskami prowincji, tak biedna, że nie może sobie nawet pozwolić na kupienie kolorowego magazynu”.
Większość czasu spędza w ciągłym biegu, z hotelu do redakcji, z redakcji na przyjęcie, z przyjęcia do hotelu. Opisuje, iż ciężko jest jej się w tym wszystkim odnaleźć. Esther spotyka się z Buddym Willardem, studentem czwartego roku medycyny w Yale, jednak uważa go za hipokrytę i w trakcie książki stopniowo się od siebie oddalają, gdy tylko znalazła się ku temu sposobność. Z czasem bezradność Esther w otaczającym ją świecie przeradza się w bezsilność i obojętność, uznaje proste czynności za idiotyczne i niepotrzebne, dlatego też przestaje zmieniać ubranie i myć włosy. Z każdym dniem coraz bardziej popada w chorobę psychiczną i obłęd, nie może sypiać w nocy, jeść, czytać. Zaczynają nękać ją myśli samobójcze, nie widzi sensu dalszego egzystowania, kupuje paczkę żyletek z zamiarem podcięcia sobie żył podczas kąpieli, jednak widok krwi jest dla niej odpychający i ostatecznie się na to nie decyduje. Po czasie usiłuje powiesić się na jedwabnym pasku od szlafroka matki, ale ostatecznie także rezygnuje i z tego pomysłu. Ciotka Esther daje jej adres dobrego psychiatry, aby przepisał jej coś na sen, lecz gdy dziewczyna wraca z lekami do domu, a jej matka wychodzi do pracy, podejmuje kolejną próbę. Zażywa całą butelkę leków, jednakże udaje się ją odratować. Zważywszy na jej zły stan psychiczny, zostaje odesłana do szpitala psychiatrycznego. Jej lekarzem prowadzącym zostaje doktor Gordon, który zrezygnowany brakiem poprawy jej stanu po terapiach, przepisuje jej elektrowstrząsy.
Zainteresowana sprawą Esther, powieściopisarka Filomena Guinea funduje jej pobyt w renomowanej prywatnej klinice, gdzie dziewczyna spędza wiele czasu i zostaje pozornie postawiona na nogi. Książka kończy się gdy Esther ma rozmawiać z komisją lekarzy ubiegając się o wypis z kliniki.